# Gneu Juli Ver
Gneu Juli Ver (llatí: Gnaeus Iulius Verus; 112 a Aequum, Dalmàcia) va ser un militar i senador del segle ii, governador de Britànnia entre el 154 i el 158.
Juli Ver probablement era el fill de Sext Juli Sever, cònsol el 127, governador de Britànnia entre el 131 i el 133, i heroi de la campanya contra la Revolta de Bar Kokhebà durant la qual Roma va arrasar Judea.
Va servir com a tribú militar en la Legió X Fretensis quan el seu pare era governador de Judea. Tot seguit fou anomenat monetalis, qüestor i àugur, en els inicis de la seva prometedora carrera.
Després de Judea, obtingué el càrrec de Llegat en la Legió XXX Ulpia Victrix a la Germània Inferior i més tard fou responsable de l’Aerarium. Finalment va ser nomenat cònsol l'any 151, quan tenia 39 anys.
Acabat el consolat i gràcies a la seva àmplia experiència militar i administrativa, Antoní Pius el va enviar com a governador de Germània Inferior i posteriorment escollit el 154 per fer-se càrrec del govern de Britànnia, província que en aquells moments s'enfrontava a una nova i violenta revolta dels brigants, obligant als romans a abandonar el Mur d'Antoní i replegar-se al sud.
Juli Ver es va dirigir cap a la seva nova destinació al capdavant de les tropes de reforç estacionades a la Germània i al voltant del 157 ja havia vençut completament als brigants. El poble dels brigants va perdre tots els seus drets, i va ser considerat i tractat com a territori sota règim militar patint la confiscació de bona part del territori.
Per celebrar el triomf de la seva campanya, Ver va encunyar dupondis honorífics. Després va assegurar el territori i considerant que la frontera assolida per Quint Lol·li Urbic i marcada amb el Mur d'Antoní era costosa de mantenir i no prou segura, va ordenar recular la línia defensiva al Mur d'Adrià, que va reconstruir i millorar.
Va ser substituït l'any 158 per Longinus.
Sota el principat de Marc Aureli, als voltants del 163, fou nomenat governador de Síria, deixant-lo en primera línia de guerra amb l'Imperi Part. Es mantingué en el seu lloc fins al final de la guerra el 166. Després d'aquesta data, va tornar a Roma al capdavant de diversos càrrecs públics i possiblement va participar en la campanya contra l'usurpador Avidi Cassi el 177. Va ser proposat per al consolat de nou el 180, però va morir abans d'ocupar el lloc.